# Lilly Steiner

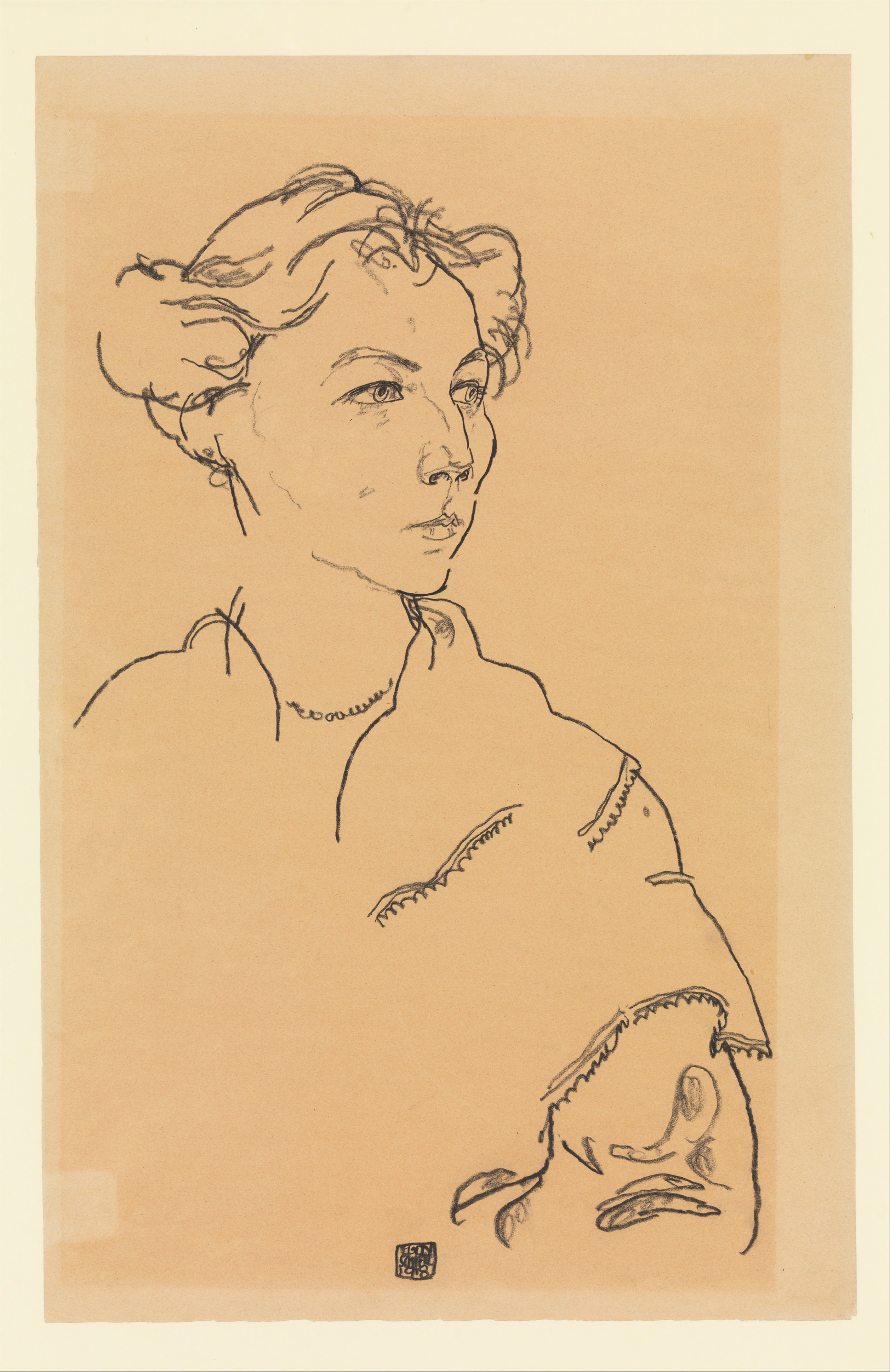
Lilly Steiner (Zeichnung von Egon Schiele, 1918)

Lilly Steiner (7. April 1884 in Wien – 3. Oktober 1961 in Paris), geborene Lilly Hofmann, war eine österreichische Malerin und Grafikerin.

## Leben
Steiner studierte von 1899 bis 1904 an der Wiener Frauenkunstschule bei Ludwig Michalek. 1904 heiratete sie den Industriellen Hugo Steiner. Adolf Loos plante 1910 für das Ehepaar das sogenannte Haus Steiner in der Hietzinger St. Veit-Gasse, das bald zu einem künstlerischen und gesellschaftlichen Zentrum werden sollte. 1927 übersiedelte das Ehepaar Steiner nach Paris, wo 1928 ihre erste Ausstellung stattfand.

## Werk
Anfangs schuf Steiner vor allem Zeichnungen und Radierungen, im Ersten Weltkrieg fand sie zur Ölmalerei. Ab 1917 trat Steiner in die Öffentlichkeit. 1925 wurde sie korrespondierendes und 1926 außerordentliches Mitglied des Hagenbundes sowie Mitglied im Radierclub der Wiener Künstlerinnen. Ihr ursprünglich expressionistischer, an Oskar Kokoschka orientierter Stil wich nach der Übersiedlung nach Paris einem ruhigeren Stil. Erst in Paris wurde sie als Künstlerin anerkannt.
Einen wichtigen Platz innerhalb Steiners Werk nahmen Frauen- und Kinderporträts sowie das Thema Mutterschaft ein. Nach 1937 nahm sie in ihren Werken Bezug auf politische Ereignisse. Sie schuf zahlreiche grafische Mappenwerke und Illustrationen, ihre Studien von Dirigenten und Künstlern wie Alban Berg, Arturo Toscanini, Arthur Honegger oder Aristide Maillol stechen hervor. Bekannt sind die Lithografien zu Arnold Schönbergs Gurre-Liedern und jene zum Thema Mutter. Sie erstellte figurale Kompositionen für eine Tapisserie-Manufaktur in Aubusson.

## Ausstellungen (Auswahl)
- 2019: Stadt der Frauen. Künstlerinnen in Wien von 1900 bis 1938, Belvedere, Wien (Gruppenausstellung)
- 1934: Kunsthandlung Würthle, Wien[3]
- 1928: Paris[1]
- 1927: Oostenrijksche schilderijen en kunstnijverheid 1900-1927, Stedelijk Museum, Amsterdam (Gruppenausstellung)[4]
- 1919: Kunstsalon Halm & Goldmann, Wien[5][6]

## Werke
- Hochgebirge. Schroll, Wien 2017.
- Seize attitudes de Toscanini, dessinées par Lilly Steiner. Editions Paul de Montaignac, Paris 1936, mit einem Vorwort von Henry Prunières[7]